# 陰裂
陰裂（いんれつ）は、女性の外陰部における大陰唇によって刻まれた裂溝の呼称である。女性が出産または性行為を行う際に膣周辺の皮膚を拡張するためにあると言われている。

## 概要
陰裂はすべての女性の外陰部に存在し、縦の割れ目として確認することができる。ただし、女性のヌードを芸術・漫画・アニメなどで表現する場合、プライベートな部位とされる陰裂は描かれない場合が多い。
男女の外性器の外見的特徴を端的に表すならば男性は凸で女性は凹となる。女性の凹が俗に言う「割れ目」や「裂け目」であり学問的には「陰裂」と言う。形がラクダのひづめに似ていることから、下着や水着の上から陰裂の形が露になってる状態を英語では「Camel Toe（ラクダのひづめ）」と呼んでいる。外陰部は、脂肪組織に富んだ左右一対の大陰唇によって形成され、脚を閉じた状態では左右の大陰唇が密着し、一条の縦の裂溝として見えるため、このように呼ばれる。一般的に脚を閉じた状態では女性器の内部は確認できない。反対に開脚して大陰唇を離反させれば「陰門」となり、女性器の内部構造は外から見える状態になる。
体の発育とともに陰裂は下降する傾向にある。思春期前の女児では陰裂が正面からハッキリ見えるが成人女性では陰毛がある事も手伝い陰裂が正面から見えない場合もある。これは妊娠適齢期においてヒトの特徴である直立姿勢から胎児の成育や出産に適した陸棲哺乳類本来の体形に近い骨盤がやや後退した姿勢をとるように筋肉が発達するためと考えられる。従って適齢期を過ぎると元の直立姿勢に適した骨盤の位置に戻る場合が多く陰裂の位置も正面を向く傾向にある。
陰裂の長さを「陰裂長」と言うが、正確には前陰唇交連から後陰唇交連まで（左右の大陰唇が前方で合う所から後方で合う所まで）の長さを表す。陰裂長は年齢差･個体差･人種差が大きいが一般的には体の大きさに比例するので黄色人種より白人や黒人女性の方が長い。
排尿を行う際には尿の通り道になるため、排尿後は内部や周囲に残尿が付着する。また、尿が内部の小陰唇を通過する際に小陰唇に伝って分流するなどして陰裂に沿って流れることがあり、排尿後の大陰唇は男性の亀頭に比べ顕著に濡れる傾向にある。しかし、陰茎のように凸部を持たないため振り落とすことは不可能である。一方で解剖学的に肛門付近の雑菌が尿道に入りやすい構造でもあるため、残尿を残したまま下着を履き直すことは衛生上避けるべきである。このため、排尿後はトイレットペーパーをあてがい、残尿を拭いとる必要がある。
尿意が切迫するなどして緊急避難的に野外で排尿した場合など、トイレットペーパーが使用できない場合には、残尿の後始末は省略せざるを得ない。この際に臀部を上下・前後に揺すり、残尿を振り落とすことを試みる場合が多いが、特に量が多い陰裂内部の残尿には全く効果がない。陰裂内部に残尿を残したまま放置することは雑菌が繁殖しやすく不衛生であり、女子の野外での排尿は尿路感染症のリスクに直結する。このため、事前にティッシュペーパーを準備することで普段通り残尿を拭く女性も多く、衛生面でも推奨される。